# 천즈후이
천즈후이(중국어: 陈之辉, 병음: Chén Zhīhuī, 한자음: 진지휘)는 중화인민공화국의 배우이다. 허베이성 청더시 출신.

## 방송
- 신 의천도룡기

## 영화
- 진삼국무쌍 (2021년) - 왕광 역
- 초한지 - 천하대전 (2011년) - 하후영 역
- 금의위: 14검의 비밀 (2010년) - 백호 역
- 엽문 (2008년) - 료 사부 역
- 삼국지 - 용의 부활 (2008년) - 장비 역
- 무인 곽원갑 (2006년) - 진 사부 역
- 영춘권 (1994년)